# Euchaetes pannycha
Euchaetes pannycha là một loài bướm đêm thuộc phân họ Arctiinae, họ Erebidae.